# 프란최지셰 슈트라세역
프란최지셰 슈트라세역(U-Bahnhof Französische Straße)은 베를린 미테구 미테에 있는 U6의 역이었다. 프리드리히슈트라세와 프란최지셰 슈트라세의 교차점에 역이 설치되어 있었다. 1923년 1월 30일에 개통했으며, 2020년 12월 4일 인접한 운터 덴 린덴역과의 역간거리와 환승 문제로 폐역되었다.

## 역사

### 건설
프란최지셰 슈트라세역은 베를린 남북 도시철도의 일부로 계획되었다. 소형 규격 노선의 전폭 2.35 m 차량에 비해서 대형 규격인 전폭 2.65 m 차량을 사용할 예정이었다. 1912년에 역 일대가 착공되었고, 레오폴트플라츠까지 구간을 1914년에 완공할 예정이었다. 그러나 제1차 세계 대전으로 인하여 공사가 지연되고 1917년에는 완전히 중단되었다. 공사 중단 직전까지 오라니엔부르거 토어역까지의 선로는 완공되어 있었고, 할레셰스 토어역까지의 선로는 일부 구조물이 건설되어 있었다.
제1차 세계 대전 이후 인플레이션으로 인하여 단시일 내에 공사를 진행하기는 어려웠기 때문에 기존 건설된 부분이 폐쇄되었다. 인플레이션이 끝날 무렵에 공사가 재개되었으나 예산 절감을 위해서 설계가 다수 변경되었다. 역사 설계는 하인리히 예넨(Heinrich Jennen)과 발터 쾨펜(Walter Köppen)이 담당했으나, 재공사 시작 전에 사망했기 때문에 알프레드 그레난데르가 이어받아서 설계했다. 비슷한 시기 건설된 U2 역사와 비슷하게 역별 고유색이 지정되었다. 지하철 노선을 따라서 녹색-흰색-빨간색-노란색-파란색 패턴이 반복되었고, 프란최지셰 슈트라세역에는 녹색을 사용했다. 건설 당시 재정 상태 때문에 벽면은 장식 없이 흰색 도색으로 마감되었다. 그 대신 고유 색상은 벽면 광고판, 역명판 테두리 및 기둥에 사용되었다.
1923년 1월 30일에 남북 도시철도 노선의 일부로 개업했다. 1990년대 이전까지는 승강장 길이는 80 m였다. 지표면과 바로 연결된 섬식 승강장이 설치되어 있었으며 프리드리히슈트라세 중앙부로 출구가 4개 설치되어 있다.
1939년 당시에도 E선과의 환승역으로 확장할 계획이 있었다. 세계수도 게르마니아 계획의 일부에 라트하우스슈트라세-프란최지셰 슈트라세 E선의 연장 계획이 포함되어 있었다. 대체 노선으로는 운터 덴 린덴 경유 노선 및 베를린 도심선 경유 노선이 있었다.

### 냉전기
제2차 세계 대전 종전 이후 이 역은 소련 점령지구인 동베를린에 속해 있었다. 1961년 베를린 장벽 건설 이후에는 서베를린 U반 열차가 무정차 통과하는 유령역이었다.
1980년대에 서베를린 BVG에 베를린 S반 영업권을 양도한 후, 동베를린 측에서는 서베를린 U6 노선을 베를린 남북 S반선 경유로 전환하거나 무정차 터널을 신규 건설하고 기존 U6 노선에 동베를린 열차를 운행할 계획이 있었다. 동베를린 열차 투입을 위해서 이 역과 슈타트미테역 사이에 A선(현재의 U2)과의 연결선 터널 공사가 시작되었다. 터널 공사 완공 이전에 독일이 재통일되었으며, 이후에 터널이 다시 폐쇄되었다.

### 통일 이후
1990년 7월 1일 역이 재개방되었다. 역 개보수공사 과정에서 승강장 길이가 80 m에서 110 m로 연장되었다. 1923년에 그레난데르가 설계했던 것과 동일하게 출구 상부에 설치된 십각형 역명판이 복구되었다. 당시에도 U5 노선의 운터덴린덴 연장이 계획 중이었기 때문에 다른 U6 노선상의 역과는 다르게 엘리베이터 설치가 계획되지 않았다.

### 폐역

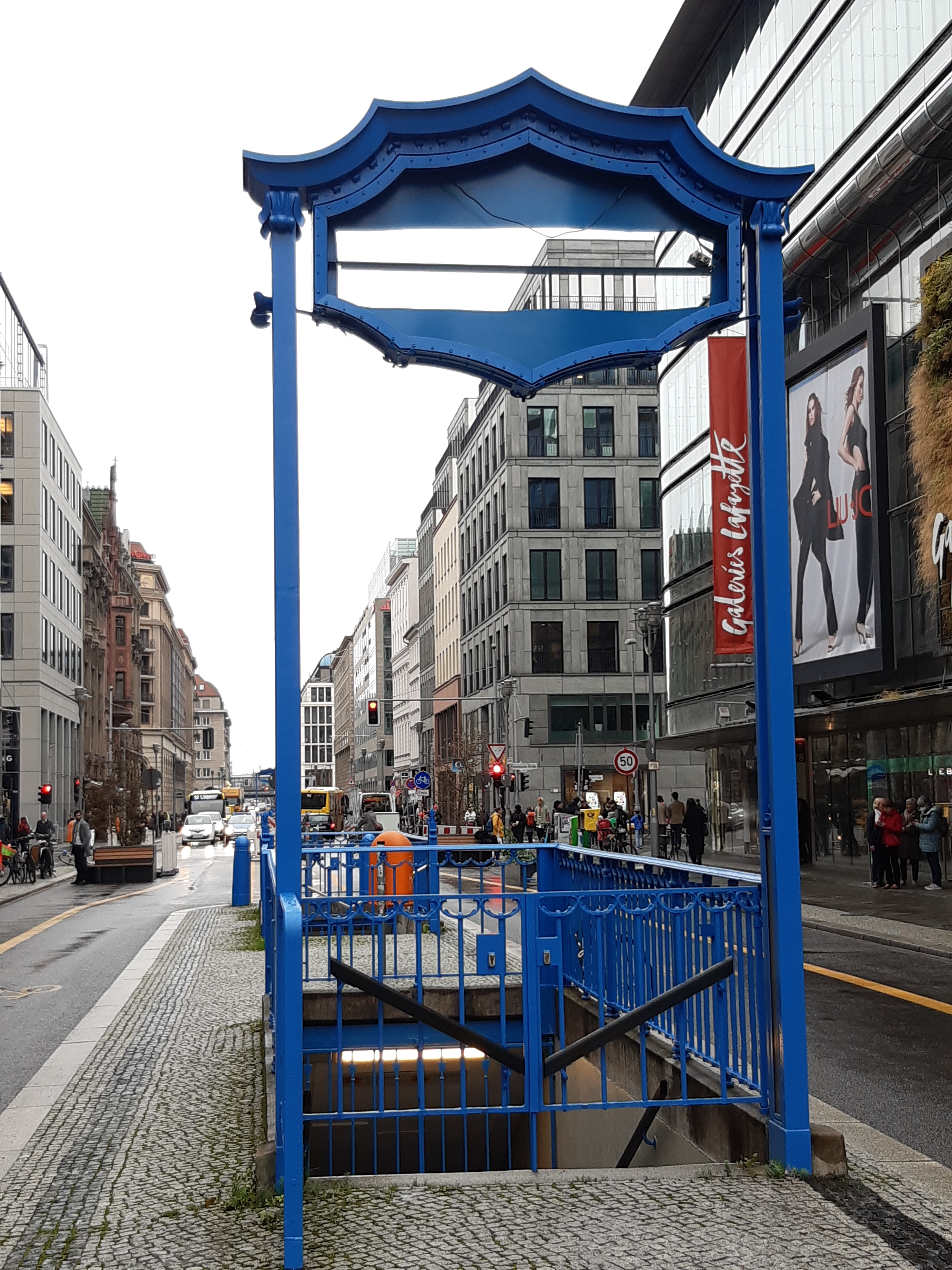
역명판이 철거된 폐쇄된 출입구

운터 덴 린덴역과 역간 거리가 150 m도 안 되었기 때문에 2020년 12월 4일에 폐역되었다. 폐역과 동시에 운터 덴 린덴역에 기능을 이전하고, U5와 U6의 열차가 모두 정차하게 되었다. 프란최지셰 슈트라세역 구조물 자체는 폐역 이후에도 유지되고 있으나, 모든 열차가 통과한다. 이 공간의 향후 사용 목적은 결정되지 않았다.

## 참고 문헌
- Uwe Kerl, Alexander Schulz (2021). 《U-Bahnhof Französische Straße》. 《Berliner Verkehrsblätter》. 74 ff.쪽.